# 田中幸太朗
田中 幸太朗（たなか こうたろう、1982年〈昭和57年〉12月13日 - ）は、日本の俳優。
東京都出身。スターダストプロモーション所属。既婚。妹は女子サッカー選手の田中景子。

## 略歴
- 2000年、ドラマ『悪いオンナ「シャッフル」』（TBS）で俳優としてデビュー。
- 2001年、映画『ウォーターボーイズ』で映画に初出演。
- 2002年、ドラマ『ごくせん』（日本テレビ）の第2話に荒高の頭・渡辺 役でゲスト出演。
- 2003年、『爆竜戦隊アバレンジャー』（テレビ朝日）に仲代壬琴 / アバレキラー役で出演。
- 2004年、ドラマ『世界の中心で、愛をさけぶ』（TBS）で雑誌「ザテレビジョン」のザテレビジョンドラマアカデミー賞（2004年夏クール）の第42回新人俳優賞を受賞。
- 2005年、ドラマ『H2〜君といた日々』（TBS）の最終回で、横浜ベイスターズ（当時）に入団するというシーンで着たユニフォームは、元ベイスターズの竹下慎太郎が以前着ていたユニフォームである（背番号54）。同年にドラマ出演した『世界の中心で、愛をさけぶ』の舞台で初主演。
- 2007年、大河ドラマ『風林火山』（NHK）に初出演し、香坂虎綱役を演じた。
- 2017年7月28日、自身の公式サイトにて一般人女性との入籍を発表。

## 人物
- 小学生までは横浜市の小学校に通っていたが、中学生の時に引っ越しをしたため、中学校は神奈川県鎌倉市岩瀬にある鎌倉市立岩瀬中学校に通っていた。
- 三人兄妹の長男で弟と妹がいる。妹は元U-20サッカー日本女子代表のサッカー選手で、現在は横浜FCシーガルズ所属の田中景子。
- 『爆竜戦隊アバレンジャー』のプロデューサーから「単なるヒーローではなく、ヒロイックな中にも悪の匂いがするのが良かった」という理由から仲代壬琴 / アバレキラー役に選ばれた[2]。
- 明るい性格で、本人曰く「天真爛漫で楽観的」[3]。
- 富士山登山の経験がある。
- 洋画・邦画問わず映画が好き。ハリウッド映画やアクション系、コメディ系、ミステリー系を好む[2]。
- 特技は水泳、サッカー、空手。
- 新極真会の全日本シニア空手道選手権大会で二連覇。

### エピソード
- 『爆竜戦隊アバレンジャー』の仲代壬琴 / アバレキラー役はアバレンジャーたちと敵対したまま最期を迎える予定だったため、田中自身は物語の終盤で仲間になったことについて、当時は「納得がいかない」と述悔していた[4]。2023年の新作DVD作品『爆竜戦隊アバレンジャー 20th 許されざるアバレ』出演時には当時を振り返って、「アバレンジャーたちと敵対したままでいたい」との考えは仲代壬琴としての視点のみでの考えであり、アバレンジャーたちと仲間になった方が子供たちも喜ぶであろうことから、「仲間になって本当によかった」と考えるようになったと語っている[5]。
- 頭頂部の脇に切り傷が残っている。小学生のときに浅瀬にある小さな島に行き、バク宙をしたら頭から地面に落ちて流血し、一人で泳いでライフセイバーの元へと行った。それ以来、トラウマになりバク宙が出来なくなった[2]。
- 『アバレンジャー』で共演した鈴木かすみは、「撮影中に鈴木の前で変な顔をするなどをして笑わせようとしていた」と述べている。その一方、鈴木に勉強を教えることもあり、鈴木から「分かりやすい説明だった」と褒められた[6]。
- 映画『ウォーターボーイズ』の撮影現場にて、当時は出演者に対して敬語を使わない（本人曰く「敬語が使えなかった」）、合宿で一人だけ食事の時間に遅れて来るなど本人は軽い気持ちでふざけていたら、スタッフから「辞めていい」と言われたことがあり、撮影や出演者に対しての以後の教訓となっている」と語った[7]。

## 受賞歴
- 2004年 第42回ザテレビジョンドラマアカデミー賞 新人俳優賞（『世界の中心で、愛をさけぶ』）[8]

## 出演

### テレビドラマ
- 平成夫婦茶碗〜ドケチの花道〜 第6話（2000年2月16日、日本テレビ）
- 悪いオンナ「シャッフル」 第3話（2000年3月16日、TBSテレビ）
- 六番目の小夜子 第4話・第5話（2000年4月29日・5月6日、NHK教育） - 公園の男 役
- shin-D「OLポリス」 最終話（2000年8月29日、日本テレビ） - 中西達也 役
- 真夏のクリスマス（2000年10月9日、TBSテレビ）
- JUDGE CAFE FILE13（2001年4月1日、BS-i） - 省吾 役
- G-taste 女子高生・遠藤美季（2001年4月6日、テレビ朝日） - 高原浩二 役
- D-girls アイドル探偵三姉妹物語 第4話（2001年8月2日、テレビ東京）
- 人にやさしく 第8話（2002年2月25日、フジテレビ）
- ごくせん 第2話（2002年4月24日、日本テレビ） - 渡辺 役
  - ごくせん2002 特別編（2020年6月10日）
- はたち-1982年に生まれて-（2003年1月13日、フジテレビ）
- ドゥニチラヴ 第6話「週末ファイト!!」（2003年2月17日、テレビ神奈川 他） - 俊彦 役
- スーパー戦隊シリーズ（テレビ朝日） - 仲代壬琴 / アバレキラー 役
  - 爆竜戦隊アバレンジャー 第17話 - 第48話・最終話（2003年6月8日 - 2004年1月25日・2月8日）
  - 海賊戦隊ゴーカイジャー 第18話（2011年6月26日）
- 世界の中心で、愛をさけぶ（2004年7月2日 - 9月10日、TBSテレビ） - 大木龍之介 役
  - 世界の中心で、愛をさけぶ 特別編〜17年目の卒業〜（2004年9月17日）
- H2〜君といた日々（2005年1月13日 - 3月24日、TBSテレビ） - 橘英雄 役
- あいくるしい（2005年4月10日 - 6月26日、TBSテレビ） - 瀬戸政希 役
- 白夜行 第1話 - 第6話（2006年1月12日 - 2月16日、TBSテレビ） - 古賀久志 役
- セーラー服と機関銃 第3話（2006年10月27日、TBSテレビ） - 手塚勇次 役
- 大河ドラマ（NHK）
  - 風林火山 第12話 - 第25話、第38話・第39話、第46話 - 最終話（2007年3月25日 - 6月24日、9月23日・30日、11月18日 - 12月16日） - 春日源五郎→香坂虎綱 役
  - 平清盛 第3話・第4話、第10話、第19話、第20話、第26話（2012年1月22日・29日、3月11日、5月13日・20日、7月1日） - 光康 役
  - 軍師官兵衛 第4話 - 第21話（2014年1月26日 - 5月25日） - 万見仙千代 役
  - べらぼう〜蔦重栄華乃夢噺〜 第20話 - （2025年5月25日 - ） - 島津重豪 役[9]
- 勉強していたい! 第1話（2007年8月18日、NHK総合） - 小島春樹 役
- ドラマW 長い長い殺人（2007年11月4日、WOWOW） - 青沼亮 役
- 恋のから騒ぎドラマスペシャル「ナマイキな女」（2007年11月30日、日本テレビ） - 早田真 役
- 月曜ゴールデン 新春ドラマ特別企画 女子刑務所東三号棟7（2008年1月14日、TBSテレビ） - 川岸良太 役
- だいすき!! 第2話 - 第6話（2008年1月24日 - 2月21日、TBSテレビ） - 笹岡俊哉 役
- 連続テレビ小説（NHK）
  - 瞳 第49話 - 第60話（2008年5月26日 - 6月7日） - 勝俣征二 役
  - とと姉ちゃん 第1話 - 第14話（2016年4月4日 - 19日） - 山田 役
- 監査法人  第1話 - 第4話（2008年6月14日 - 7月5日、NHK総合） - 佐藤謙人 役
- ショート・コメディ・ドラマ『ショコラ』 第2回「男の涙フェチ!彼氏に言えないヒミツの作戦」（2008年9月27日、日本テレビ） - 圭太郎 役
- 愛の劇場40周年記念番組「ラブレター」 第35話 - 最終話（2009年1月16日 - 2月20日、TBSテレビ） - 塚越海司（大人時代） 役
- 幻十郎必殺剣SP 死神復活〜あの豪剣が再び悪を斬る!（2009年4月10日、テレビ東京） - 山崎和馬 役
- 夫婦道 第2シリーズ（2009年4月15日 - 6月24日、TBSテレビ） - 増山大輔 役
- 7万人探偵ニトベ（2009年4月23日 - 6月25日、BS朝日） - 白鳥淳之介 役
- こちら葛飾区亀有公園前派出所 第6話（2009年9月12日、TBSテレビ） - 洋介 役
- 浅見光彦〜最終章〜 第1話 - 第7話（2009年10月21日 - 12月2日、TBSテレビ） - 桐山道夫 役
- インディゴの夜 第19話 - 第57話・最終話（2010年1月29日 - 3月25日・4月2日、東海テレビ・フジテレビ系） - 吉田吉男 役
  - インディゴの夜DX（2010年2月6日）
- 特上カバチ!! 第9話（2010年3月14日、TBSテレビ） - 銭鳥拓也 役
- GM〜踊れドクター 第2話（2010年7月25日、TBSテレビ） - 目黒周平 役
- 天使の代理人 Episode3（2010年9月22日 - 29日、東海テレビ・フジテレビ系） - 鈴木秀人 役
- 金曜プレステージ（フジテレビ）
  - 特別企画 目線（2010年12月17日） - 堂島大輔 役
  - 山村美紗サスペンス 赤い霊柩車シリーズ28 漆黒の記憶（2011年10月7日） - 加津山雄二 役
  - 山村美紗サスペンス 黒の滑走路2〜花婿がみた悪魔〜（2012年5月25日） - 牧村順次 役
  - 松本清張没後20年特別企画 疑惑（2012年11月9日） - 藤原好郎 役
- 正月ドラマスペシャル 新春東京ツアー どえりゃあ婆ちゃん探偵団〜湯けむりパラダイスの怪事件〜（2011年1月4日、東海テレビ・フジテレビ系） - 山田稔 役
- 土曜ワイド劇場→ミステリースペシャル（テレビ朝日）
  - 内田康夫サスペンス・福原警部3（2011年4月23日） - 波多野洋一 役
  - 森村誠一の死海の伏流（2012年11月24日） - 一路京介 役
  - 法医学教室の事件ファイル36（2013年3月30日） - 朝倉友和 役
  - おとり捜査官・北見志穂 “幸福の絶頂”美女連続殺人!（2014年4月5日） - 片桐悟志 役
  - 法医学教室の事件ファイルシリーズ - 谷村元彦 役
    - 法医学教室の事件ファイル38（2014年10月4日）
    - 法医学教室の事件ファイル39（2014年10月18日）
    - 法医学教室の事件ファイル 40回記念作（2015年2月14日）
    - 法医学教室の事件ファイル（2015年11月28日）
    - 法医学教室の事件ファイル42（2016年9月10日）
    - 法医学教室の事件ファイル（43）（2017年6月29日）
- 四つ葉神社ウラ稼業 失恋保険〜告らせ屋〜 第4話（2011年4月28日、読売テレビ・日本テレビ系） - 川村祐真 役
- マルモのおきて 第9話（2011年6月19日、フジテレビ） - 富沢達也 役
- 絶対零度 〜特殊犯罪潜入捜査〜 第1話・第2話（2011年7月12日・19日、フジテレビ） - 飯野正也 役
- 名探偵コナン 工藤新一への挑戦状 第4話（2011年7月28日、読売テレビ・日本テレビ系） - 本木健介 役
- 名古屋発ドラマ「幸せのかたち〜離婚の危機を迎えたら〜」（2011年10月14日、NHK名古屋放送局） - 沢村則之 役
- 鈴子の恋 ミヤコ蝶々女の一代記 第48話 - 最終話（2012年3月12日 - 3月30日、東海テレビ・フジテレビ系） - 田淵勝也 役
- たぶらかし-代行女優業・マキ- 第8話（2012年5月24日、読売テレビ・日本テレビ系） - 一ノ瀬悟 役
- 東野圭吾ミステリーズ 第3話「エンドレス・ナイト」（2012年7月19日、フジテレビ） - 田村洋一 役
- run for money 逃走中 〜沈黙の巨大迷宮2〜（ドラマ部分）（2012年8月28日、フジテレビ） - 山村マサオ 役
- 科捜研の女 第12シリーズ 第4話・第5話（2013年1月31日・2月14日、テレビ朝日） - 成尾優也 役
- 世にも奇妙な物語'13 春の特別編「呪web」（2013年5月11日、フジテレビ） - 山下徹 役
- 連続ドラマW 震える牛（2013年6月16日 - 7月14日、WOWOW） - 加藤圭太 役
- 救命病棟24時 第5シリーズ 第1話（2013年7月9日、フジテレビ） - 真田孝平 役
- 東京バンドワゴン〜下町大家族物語 第6話（2013年11月16日、日本テレビ） - 阿曾 役
- よろず占い処 陰陽屋へようこそ 第9話（2013年12月3日、関西テレビ・フジテレビ系） - 唐沢数彦 役
- オンナ♀ルール 幸せになるための50の掟 第5話 - 最終話（2014年2月9日 - 3月30日、日本テレビ） - 松原順司 役
- 金曜ロードSHOW! 特別ドラマ企画 仮面ティーチャー（2014年2月14日、日本テレビ） - 牧野稔 役
- 花咲舞が黙ってない 第5話（2014年5月14日、日本テレビ） - 永瀬崇 役
- なるようになるさ。 第2シリーズ 第8話・第9話（2014年6月10日・17日、TBSテレビ） - 川合剛 役
- Dr.検事モロハシ〜新たなる生命〜（2014年7月1日、フジテレビ） - 上野和也 役
- 水曜ミステリー9（テレビ東京）
  - 刑事 ガサ姫3-警視庁特命家宅捜索班-（2014年6月11日） - 青木紀明 役
  - 奥田英朗クライムサスペンス 邪魔〜主婦が堕ちた破滅の道（2015年9月2日） - 井上貴司 役
- 木曜時代劇「吉原裏同心」最終話（2014年9月18日、NHK総合） - 矢部新造 役
- 資生堂ビューティーコンサルタント80周年記念ドラマ「恋する日本語」（2014年11月16日、BSフジ） - 川島将太 役
- ディア・シスター 第7話、第9話・最終話（2014年11月27日、12月4日・11日、フジテレビ） - 広瀬 役
- 松本清張ミステリー時代劇 第2話「七種粥」（2015年4月14日、BSジャパン） - 忠助 役
- マジすか学園5（2015年8月25日 - 10月27日、日本テレビ ※3話以降Hulu） - 飯塚一裕 役
- アンダーウェア 最終話（2015年12月5日、フジテレビ） - 吉岡英二 / 吉岡青藍 役
- 北海道発地域ドラマ「農業女子はらぺ娘」（2015年12月16日、NHK BSプレミアム） - 西山雄介 役
- 山本周五郎人情時代劇 第8話「あだこ」（2016年1月12日、BSジャパン） - 主演・小林半三郎 役
- ぼくのいのち（2016年3月23日、読売テレビ・日本テレビ系） - 落合浩貴 役
- カインとアベル 第3話（2016年10月31日、フジテレビ） - 佐野豊 役
- メディカルチーム レディ・ダ・ヴィンチの診断 第7話（2016年11月22日、関西テレビ・フジテレビ系） - 神田光一郎 役[10]
- 連続ドラマW コールドケース 〜真実の扉〜 第8話（2016年11月26日、WOWOW） - 樫葉健太郎 役
- 相棒 season15 第15話（2017年2月15日、テレビ朝日） - 吉田光雄 役
- 山本周五郎時代劇 武士の魂 第3話「菊月花」（2017年5月9日、BSジャパン） - 主演・佐垣信三郎 役
- 立花登青春手控え2 最終話（2017年5月26日、NHK BSプレミアム） - 新七 役
- 月曜名作劇場「犯罪資料館 緋色冴子シリーズ『赤い博物館2』」（2017年7月10日、TBSテレビ） - 磯村宏司 役
- 京都人の密かな愉しみ Blue 修業中（NHK BSプレミアム） - 甲田恵介 役
  - 京都人の密かな愉しみ Blue 修業中 送る夏（2017年9月30日）
  - 京都人の密かな愉しみ Blue 修業中 祝う春（2018年4月14日）
  - 京都人の密かな愉しみ Blue 修業中 祇園さんの来はる夏（2019年8月17日）
  - 京都人の密かな愉しみ Blue 修業中 燃える秋（2021年1月30日）
  - 京都人の密かな愉しみ Blue 修業中 門出の桜（2022年5月28日）[11]
- FINAL CUT 第2話（2018年1月16日、カンテレ・フジテレビ系） - 河合史郎 役
- 三屋清左衛門残日録 三十年ぶりの再会（2018年2月3日、時代劇専門チャンネル / 12月16日、BSフジ） - 安西佐太夫 役
- 日曜ワイド 明日への誓い（2018年3月25日、テレビ朝日） - 篠原幹夫 役
- くノ一忍法帖 蛍火 第5話（2018年6月5日、BSジャパン） - 本多出雲守政利（トシ） 役
- 江戸前の旬（2018年10月14日 - 12月30日、BSテレ東） - 柳葉鱚一郎 役
  - 江戸前の旬 season2（2019年10月20日 - 2020年1月5日）[12]
- ハラスメントゲーム 第2話、第8話・最終話（2018年10月22日、12月3日・10日、テレビ東京） - 松本幸太 役
- 白衣の戦士! 第1話・第2話、第6話（2019年4月10日・17日、5月22日、日本テレビ） - 里中詠一 役
- 水戸黄門（第2シリーズ） 第8話（2019年7月14日、BS-TBS） - 支倉新太郎 役
- べしゃり暮らし（2019年7月27日 - 9月14日、テレビ朝日） - 根津孝介 役[13]
- 赤ひげ2 第5話（2019年11月29日、NHK BSプレミアム） - 清吉 役
- レンタルなんもしない人 第1話（2020年4月9日、テレビ東京） - 吉岡 役
- 刑事7人 第6シリーズ 第4話（2020年8月26日、テレビ朝日） - 矢木俊平 役
- アンサング・シンデレラ 病院薬剤師の処方箋 第8話（2020年9月3日、フジテレビ） - 増田航平 役[14]
- ざんねんないきもの事典 第16話・第20話（2021年1月28日・2月25日、テレビ東京） - 庭野博文 役[15]
- WOWOWオリジナルドラマ 薄桜鬼（2022年1月7日 - 3月11日、WOWOW） - 近藤勇 役[16]
- WOWOWオリジナルドラマ ヒル（2022年、WOWOW） - 佐藤淳也 役[17]
  - Season1（3月4日 - 4月8日）
  - Season2（4月15日 - 5月20日）
- ファーストステップ～世界をつなぐ愛のしるし（2022年3月27日、BSよしもと） - 玉木貫 役[18]
  - ファーストステップ2〜世界をつなぐ勇気の言葉〜（2023年3月25日）[19][20]
  - ファーストステップ3〜世界をつなぐ平和への願い〜（2024年3月24日）[21]
- 警視庁強行犯係 樋口顕 Season2 第6話（2022年8月19日、テレビ東京） - 緑川流星 役
- 大奥「3代・徳川家光×万里小路有功 編」 第2話・第3話（2023年1月17日・24日、NHK総合） - 角南重郷 役
- 婚活食堂 第11話（2023年7月2日、BSテレ東） - 藤原海斗 役
- CODE-願いの代償- Episode.4（2023年7月23日、読売テレビ・日本テレビ系） - 榎本 役
- 18/40〜ふたりなら夢も恋も〜 第9話（2023年9月5日、TBSテレビ） - 柴崎修一 役[22]
- うちの弁護士は手がかかる 第4話（2023年11月3日、フジテレビ） - 清川検事 役
- ゼイチョー〜「払えない」にはワケがある〜 第6話（2023年11月18日、日本テレビ） - 熊川一哉 役[23]
- 366日 第1話・第2話（2024年4月8日・15日、フジテレビ） - 林淳 役[24]
- 放課後カルテ 第3話・第9話（2024年10月26日・12月14日、日本テレビ） - 冴島裕二 役[25]
- 金曜ドラマ イグナイト -法の無法者- 第10話・最終回（2025年6月20日・27日、TBS） - 宝田 役[26][27]

### バラエティ
- 日立 世界・ふしぎ発見!（不定期出演、TBSテレビ）
- 祝女〜shukujo〜（2010年9月 - 2011年3月、NHK総合）
- テレビでスペイン語（2014年4月 - 2016年9月、NHK Eテレ）[28]
- シャキーン! 月曜日の男シアター「消えゆく世界」（2017年4月 - 2018年2月、NHK Eテレ） - 主演・一人の男 役
- 痛快TV スカッとジャパン（フジテレビ）
  - 《こんなオンナは嫌われる①》「1注意すると10言い訳するオンナ」（2019年1月21日） - モトキ課長 役
  - 《悪女が大反省スカッと》「可愛い子にマウンティング女」（2019年6月24日） - 風見康仁 役
  - 《本当にいた!ケチ女》「洗濯機を借りる図々しい隣人」（2020年3月9日） - 大場卓郎 役
  - 《頭脳で解決スカッと》「割引券の併用トラブル頭脳で解決！」（2020年7月13日） - 加藤雅夫 役
  - 《神DAIGO》「もらった魚をさばいてくれたお寿司屋さん」（2020年11月9日）
  - 《ファミリースカッと》「26年間父から愛情を感じたことのなかった娘」（2021年1月11日） - 竹中昌也 役
  - 《ファミリースカッと》「祖母の不思議な力が繋いだ奇跡」（2021年10月25日）
  - 《USJ困難に立ち向かって成功》「地域行政担当のアナログ社員がVR開発のリーダーになったワケ」（2021年12月20日） - 笠井大輔 役
  - 《ファミリースカッと》「不器用すぎる父の置き土産」（2022年2月28日） - 岡本直樹 役
- 爆笑問題の天国が地獄「OLが医師合コンで名家に嫁いだら地獄に…」（2019年12月27日、フジテレビ） - 山本博志 役
- あざとくて何が悪いの?（ミニドラマ部分）（2020年11月21日、テレビ朝日） - 坂本 役
- SHOP CHANNEL presents BACK STORY（2020年1月21日 - 、LaLa TV） - 物語の案内人[29]
- この世界は1ダフル（ショートドラマ部分）（2025年2月1日、フジテレビ）

### ドキュメンタリー
- NHKスペシャル MEGAQUAKE 巨大地震 II 第3回 "大変動期" 最悪のシナリオに備えろ インサートドラマ「そのとき、どうなる？」（2012年6月9日、NHK総合） - 大樹 役

### 映画
- ウォーターボーイズ（2001年9月15日、東宝） - 中田光太郎 役
- 害虫 gaichu（2002年3月16日、日活）
- なごり雪（2002年9月28日、大映） - 杉田良一 役
- 爆竜戦隊アバレンジャー DELUXE アバレサマーはキンキン中!（2003年8月16日、東映） - 仲代壬琴 / アバレキラー 役
- 電車男（2005年6月4日、東宝）
- ちいさな恋のものがたり（2008年4月19日、Surfrider.Inc） - 山口修 役
- ひぐらしのなく頃に（2008年5月10日、ファントム・フィルム） - 入江京介 役
  - ひぐらしのなく頃に誓（2009年4月18日）
- 長い長い殺人（2008年5月31日、WOWOW / エスピーオー） - 青沼亮 役[注釈 1]
- 神様のパズル（2008年6月7日、東映） - 佐倉 役
- 非女子図鑑「B（ビー）」（2009年5月30日、ニューシネマワークショップ / グアパ・グアポ） - 大和圭吾 役
- エルネスト（2017年10月6日、キノフィルムズ / 木下グループ） - 矢口 役
- イマジネーションゲーム（2018年7月28日、プレシディオ） - 池内勉 役
- 波乗りオフィスへようこそ （2019年4月19日、マジックアワー） - 沢田達哉 役[注釈 2]
- ファーストラヴ（2021年2月11日、KADOKAWA） - 辻憲太 役
- ずっと独身でいるつもり?（2021年11月19日、日活） - 遼太郎 役
- 愛のぬくもり（2024年7月6日、ムービー・アクト・プロジェクト） - 熊野次郎 役[30]
- パーフェクトプロポーズ Dream Edition（2024年10月25日、カルチュア・パブリッシャーズ） - コウジ 役[31]

### 舞台
- ミュージカル「リボンの騎士」（2002年8月30日 - 9月1日、新宿文化センター大ホール） - フランツ 役
- ニューヨーク青春物語〜アランとバディ〜（2004年6月8日 - 13日、三越劇場） - バディ 役[注釈 3]
- 世界の中心で、愛をさけぶ（2005年8月5日 - 17日、世田谷パブリックシアター / 8月19日、岡山市立市民文化ホール / 8月21日、東御市文化会館サンテラスモール / 8月23日 - 25日、梅田芸術劇場 シアター・ドラマシティ / 8月28日、コスモスホール三間（三間町町民会館）・イベントホール / 8月30日・31日、愛知県勤労会館つるまいプラザ・講堂 / 9月2日、高知県立県民文化ホール・オレンジホール / 9月4日、はつかいち文化ホールさくらぴあ・大ホール） - 初主演・松本朔太郎 役
- MIKOSHI〜美しい故郷へ〜（2007年2月8日 - 12日、東京グローブ座 / 2月16日、大阪厚生年金会館 芸術ホール） - 主演・大和田祥太 役
- 朗読劇「苦情の手紙」（2007年8月25日、シアターサンモール） - 田所正 役
- 第17捕虜収容所（2008年5月19日 - 6月8日、東京グローブ座 / 6月13日 - 15日、シアターBRAVA!） - シュルツ伍長 役
- 大奥〜第一章〜（2011年10月2日 - 27日、明治座 / 11月4日 - 27日、中日劇場、2012年9月28日 - 30日、ニトリ文化ホール / 10月2日・3日、秋田県民会館 / 10月5日、福島県文化センター / 10月7日・8日、東京エレクトロンホール宮城（宮城県民会館） / 10月10日、盛岡市民文化ホール / 10月13日・14日、新潟県民会館 大ホール / 10月17日・18日、静岡市民文化会館 / 10月20日・21日、福井フェニックス・プラザ / 10月23日、富山市芸術文化ホール（オーバード・ホール） / 10月27日・28日、まつもと市民芸術館 主ホール / 11月2日、松山市民会館 / 11月4日、岡山市民会館 / 11月6日、高知県立県民文化ホール オレンジホール / 11月9日 - 11日、広島市文化交流会館 / 11月13日、島根県民会館 / 11月17日・18日、佐賀市文化会館 / 11月20日・21日、アルカスSASEBO / 11月23日、市民会館シアーズホーム夢ホール（熊本市民会館） / 11月25日、iichiko総合文化センター / 2013年6月1日 - 21日、大阪松竹座 / 7月2日 - 27日、博多座） - 徳川家光 役
- 関東大震災100年 舞台「筆先のあなたへ」（2023年9月1日、神奈川県立音楽堂） - 山内正一 役
- えのもとぐりむプロデュース「再演・オウムノウシス」 Bチーム・Cチーム（2024年5月14日 - 19日、赤坂RED/THEATER） - インコ 役[32]
- 森下仁丹プレゼンツ第三水曜即興舞台2024「こんなはずじゃなかった。」〜第2戦・第3戦・第4戦・第5戦〜（2024年6月19日・7月17日・8月21日・9月18日、新宿バティオス）
- πTOKYO 夏の朗読祭り「コインランドリーカタルシス」 Aチーム（2024年7月31日 - 8月4日、赤坂 πTOKYO）
- 劇団マカリスター第11回本公演「僕は君にぞくぞくしている」（2024年10月23日 - 29日、下北沢 駅前劇場）[33]
- 森下仁丹プレゼンツ第三水曜即興舞台2025「こんなはずじゃなかった。」〜第2戦・第4戦〜（2025年6月18日・8月20日、SHIDAXカルチャーホール）
- πTOKYOプロデュース えのもとぐりむ朗読作品「夏砂に描いた」（2025年8月22日 - 24日、πTOKYO）

### CM・広告
- ボーダフォン「J-PHONE西日本」（2000年）
- au by KDDI（2002年 - 2003年）
  - ムービーau「怒られた」篇 - たかし 役
  - 「How To 恋愛」篇
- NTTドコモ「インフォマーシャル」（2004年）
- 江崎グリコ ポッキー「ラブストーリー」篇（2005年12月 - 2006年3月）
- アサヒ飲料 酸素水「酸素水 深呼吸50%増量」編（2007年5月8日 - 14日）
- ヒト・コミュニケーションズ「ヒトコムで、はじめよう 男性篇」（2007年7月 - 8月）
- カプコン 宝島Z バルバロスの秘宝「カラクリ突破」篇（2007年11月）
- 白戸家シリーズ - 多田友正夫（マサオ） 役
  - 白戸家「X'mas エクスプレス 今日はそこまで!」篇、白戸家「X'mas エクスプレス お許し出た」篇（2007年12月）
  - 白戸家「アヤ間違える」篇（2008年6月）
  - 「空港」篇（2009年3月）
- サッポロビール サッポロ 北海道生搾り みがき麦「生搾りの歌篇」（2009年9月）
- すき家
  - 「牛トロ丼」編（2012年8月）
  - 「豚かばやき丼」編（2012年9月）
- パナソニック 「炊飯器」（2013年）
- フィリップ・モリス・ジャパン「IQOS 2018-2019キャンペーン」（2018年9月28日 - 2020年6月27日）
- リクルート「ゼクシィ縁結び」（2019年3月18日 - 2020年3月31日）
- 「Amazonプライム・ビデオ春休み 2019」（2019年3月23日 - 6月22日）
- 株式会社 横河システム建築 「北海道版」 「九州版」（2019年6月3日 - 2021年4月） - 社員男性（若手役）
- バイセル 「耳を傾けたい」編・「想いをつなぐ」編・「安心のために」編・「理由を添えて」編・「訪問、その後」編・「いつでも気楽に」編・「プロであるために」編・「つぎのストーリー」編・「安心と納得」編（2019年9月1日 - 2020年8月31日）[34]
- アメリカン・エキスプレス そう、人生には、これがいる「旅の最終日篇」（2019年10月7日 - 2022年1月6日）
- ANA「旅するBB-8」篇（2019年12月6日 - 31日）
- ビズリーチ（2020年1月5日 - 2024年6月30日）
  - 「即戦力採用ならビズリーチ〜ビズリーチでスカウト ユーザー篇〜」（2020年1月5日 - ）
  - 「キャリアの健康診断篇」（2023年7月6日 - ）[35]
- ユニクロ 感動パンツ UNIQLO 2020 Spring/Summer（2020年3月9日 - 9月8日）
  - 「感動パンツのある日々」編（2020年3月9日 - ）
  - 「感動パンツをはいてみた」編（2020年5月10日 - ）
- 小林製薬 ブレスケア スパークリングタブレット「満員」篇（2020年5月6日 - 2021年5月5日）
- 日本コカ・コーラ 綾鷹カフェ（2021年3月15日 - 2023年3月14日） - 出演・ナレーション
  - 「カフェにしますか」抹茶ラテ 篇（2021年3月23日 - ）
  - 「春は抹茶」 抹茶ラテ篇（2022年2月14日 - ）[注釈 4]
  - 「カフェにしますか」ほうじ茶ラテ篇（2022年4月4日 - ）
  - 「夏は氷ラテ」篇（2022年7月11日 - ）
  - 「ホットラテ新登場」篇（2022年10月17日 - ）

### ビデオ・DVD
- スーパー戦隊シリーズ - 仲代壬琴 / アバレキラー 役
  - 爆竜戦隊アバレンジャーVSハリケンジャー（2004年3月12日、東映ビデオ）
  - 特捜戦隊デカレンジャーVSアバレンジャー（2005年3月21日、東映ビデオ）[注釈 5]
  - 爆竜戦隊アバレンジャー 20th 許されざるアバレ（2024年3月27日、東映ビデオ）[36]

### PV出演
- EXILE「ただ…逢いたくて」（2005年12月14日） - 主演
- JAY'ED「CRY FOR YOU」（2009年7月22日）
- 倖田來未「あなただけが」（2010年9月22日）
- チャットモンチー「バースデーケーキの上を歩いて帰った」（2011年4月6日）
- ブラックマヨネーズ「電車で化粧はやめなはれ」（2012年、番組『Eテレ0655&2355』「おはようソング」内）

### 配信ドラマ
- 最後の片思い（2011年2月21日 - 3月6日、BS-TBS・バナナ・リパブリック） - 木下薫 役
- 電報日和 第5話「定年退職する父へ」（2011年12月2日、見参楽） - 主演・水野颯太 役
- オンナ♀ルール 幸せになるための50の掟 第20話、第25話、第28話、第40話、第44話、第48話（2013年5月3日、5月10日、5月15日、5月31日、6月6日、6月12日、NOTTV） - 松原順司 役
- 父と歩けば（2014年、メディ・シネマ） - 主演・百瀬稜介 役
- アンダーウェア 第10話・第11話（2015年10月20日・27日、Netflix） - 吉岡英二 / 吉岡青藍 役
- 御手洗家、炎上する エピソード7・エピソード8（2023年7月13日、Netflix） - 富里 役
- SO TOKYO #0（2023年7月27日、YouTube） - 主演・直輝 役
- パーフェクトプロポーズ（2024年2月2日 - 3月1日、FOD） - コウジ 役[37][注釈 6]

### ラジオ
- MAGICAL SNOWLAND（2017年10月7日 - 2018年3月31日・2018年10月6日 - 2019年3月30日、FM NACK5）

### ラジオドラマ
- FMシアター「南国土佐を後にして」（2013年8月10日、NHK-FM放送） - 吉田満 役

### 玩具
- 爆竜戦隊アバレンジャー ダイノブレス -MEMORIAL EDITION-（2024年2月）